# Національна рада Швейцарії
Національна рада (нім. Nationalrat, фр. Conseil National, італ. Consiglio Nazionale, ромш. Cussegl Naziunal) — нижня палата двопалатного парламенту Швейцарії, що складається з 200 членів, які обираються загальним голосуванням за пропорційною системою. Заснована відповідно до Федеральної конституції 1848 року, вона представляє населення Швейцарії, тоді як верхня Рада кантонів представляє швейцарські кантони.
Національна рада представляє народ. Інша палата, Рада кантонів, представляє кантони, запобігаючи домінуванню більш густонаселених частин країни над рештою. Оскільки повноваження палат однакові, іноді таку систему називають ідеальним бікамералізмом. Обидві палати збираються у Федеральному палаці Швейцарії в Берні.
Національна рада складається з 200 осіб. Дорослі громадяни обирають членів ради, яких називають національними радниками, на чотирирічний термін. Ці члени розподіляються між швейцарськими кантонами пропорційно до їхнього населення.
Засідання Національної ради проводяться одночасно трьома основними мовами Швейцарської Конфедерації (німецькою, французькою та італійською) — депутат виступає однією мовою, а його виступ перекладається в режимі реального часу двома іншими мовами.
Термін повноважень Національної ради становить 4 роки. Останні вибори відбулися 23 жовтня 2023 року.

## Історія
По закінченню Зондербундської війни швейцарська держава була реорганізована, що призвело до прийняття Федеральної конституції від 12 вересня 1848 року. Конституція замінила однопалатний Тагзатцунг на двопалатні Федеральні збори, що обиралися на трирічний термін.

### 1848—1851
Національна рада I скликання складалася зі 111 депутатів. Порядок їхнього обрання визначався кожним кантоном окремо.
| Кантон                 | Кількість мандатів | Кількість виборчих округів |
| ---------------------- | ------------------ | -------------------------- |
| Цюрих                  | 12                 | 4                          |
| Берн                   | 20                 | 6                          |
| Люцерн                 | 6                  | 1                          |
| Урі                    | 1                  | 1                          |
| Швіц                   | 2                  | 2                          |
| Обвальден              | 1                  | 1                          |
| Нідвальден             | 1                  | 1                          |
| Гларус                 | 1                  | 1                          |
| Цуг                    | 1                  | 1                          |
| Фрібур                 | 5                  | 5                          |
| Золотурн               | 3                  | 1                          |
| Базель-Штадт           | 1                  | 1                          |
| Базель-Ланд            | 2                  | 1                          |
| Шаффгаузен             | 2                  | 1                          |
| Аппенцелль-Ауссерроден | 2                  | 1                          |
| Аппенцелль-Іннерроден  | 1                  | 1                          |
| Санкт-Галлен           | 8                  | 4                          |
| Граубюнден             | 4                  | 4                          |
| Ааргау                 | 9                  | 1                          |
| Тургау                 | 4                  | 4                          |
| Тічино                 | 6                  | 1                          |
| Во                     | 9                  | 3                          |
| Вале                   | 4                  | 4                          |
| Невшатель              | 3                  | 1                          |
| Женева                 | 3                  | 1                          |
| РАЗОМ                  | 111                | 52                         |

### 1851—1919
У 1851 році Федеральні збори запровадили єдиний виборчий закон для Національної ради, запровадивши мажоритарну виборчу систему. Країна була поділена на одномандатні та багатомандатні виборчі округи. Кількість мандатів залежала від кількості жителів — 1 мандат на 20 000 громадян і додатковий мандат, якщо залишок перевищував 10 000. Зміни до виборчих округів вносили раз на десять років на основі десятирічного перепису населення. За період 1848—1911 рр. кількість мандатів зросла зі 111 до 189.
| Кантон                 | Кількість округів | Кількість округів | Кількість округів | Кількість округів | Кількість округів | Кількість округів | Кількість округів | Кількість мандатів | Кількість мандатів | Кількість мандатів | Кількість мандатів | Кількість мандатів | Кількість мандатів | Кількість мандатів |
| Кантон                 | 1851—1863         | 1863—1872         | 1872—1881         | 1881—1890         | 1890—1902         | 1902—1911         | 1911—1919         | 1851—1863          | 1863—1872          | 1872—1881          | 1881—1890          | 1890—1902          | 1902—1911          | 1911—1919          |
| ---------------------- | ----------------- | ----------------- | ----------------- | ----------------- | ----------------- | ----------------- | ----------------- | ------------------ | ------------------ | ------------------ | ------------------ | ------------------ | ------------------ | ------------------ |
| Цюрих                  | 4                 | 4                 | 4                 | 4                 | 4                 | 4                 | 5                 | 13                 | 13                 | 14                 | 16                 | 17                 | 22                 | 25                 |
| Берн                   | 6                 | 6                 | 6                 | 6                 | 7                 | 7                 | 7                 | 23                 | 23                 | 25                 | 31                 | 31                 | 33                 | 36                 |
| Люцерн                 | 3                 | 3                 | 4                 | 4                 | 3                 | 3                 | 3                 | 7                  | 7                  | 7                  | 7                  | 7                  | 7                  | 8                  |
| Урі                    | 1                 | 1                 | 1                 | 1                 | 1                 | 1                 | 1                 | 1                  | 1                  | 1                  | 1                  | 1                  | 1                  | 1                  |
| Швіц                   | 1                 | 1                 | 1                 | 1                 | 1                 | 1                 | 1                 | 2                  | 2                  | 2                  | 3                  | 3                  | 3                  | 3                  |
| Обвальден              | 1                 | 1                 | 1                 | 1                 | 1                 | 1                 | 1                 | 1                  | 1                  | 1                  | 1                  | 1                  | 1                  | 1                  |
| Нідвальден             | 1                 | 1                 | 1                 | 1                 | 1                 | 1                 | 1                 | 1                  | 1                  | 1                  | 1                  | 1                  | 1                  | 1                  |
| Гларус                 | 1                 | 1                 | 1                 | 1                 | 1                 | 1                 | 1                 | 2                  | 2                  | 2                  | 2                  | 2                  | 2                  | 2                  |
| Цуг                    | 1                 | 1                 | 1                 | 1                 | 1                 | 1                 | 1                 | 1                  | 1                  | 1                  | 1                  | 1                  | 1                  | 1                  |
| Фрібур                 | 2                 | 2                 | 2                 | 3                 | 3                 | 3                 | 2                 | 5                  | 5                  | 6                  | 6                  | 6                  | 6                  | 7                  |
| Золотурн               | 1                 | 1                 | 1                 | 1                 | 1                 | 1                 | 1                 | 3                  | 3                  | 4                  | 4                  | 4                  | 5                  | 6                  |
| Базель-Штадт           | 1                 | 1                 | 1                 | 1                 | 1                 | 1                 | 1                 | 1                  | 2                  | 2                  | 3                  | 4                  | 6                  | 7                  |
| Базель-Ланд            | 1                 | 1                 | 1                 | 1                 | 1                 | 1                 | 1                 | 2                  | 3                  | 3                  | 3                  | 3                  | 3                  | 4                  |
| Шаффгаузен             | 1                 | 1                 | 1                 | 1                 | 1                 | 1                 | 1                 | 2                  | 2                  | 2                  | 2                  | 2                  | 2                  | 2                  |
| Аппенцелль-Ауссерроден | 1                 | 1                 | 1                 | 1                 | 1                 | 1                 | 1                 | 2                  | 2                  | 2                  | 3                  | 3                  | 3                  | 3                  |
| Аппенцелль-Іннерроден  | 1                 | 1                 | 1                 | 1                 | 1                 | 1                 | 1                 | 1                  | 1                  | 1                  | 1                  | 1                  | 1                  | 1                  |
| Санкт-Галлен           | 4                 | 3                 | 3                 | 3                 | 5                 | 5                 | 5                 | 8                  | 9                  | 10                 | 10                 | 11                 | 13                 | 15                 |
| Граубюнден             | 4                 | 3                 | 3                 | 3                 | 3                 | 3                 | 1                 | 4                  | 5                  | 5                  | 5                  | 5                  | 5                  | 6                  |
| Ааргау                 | 3                 | 3                 | 3                 | 3                 | 4                 | 4                 | 4                 | 10                 | 10                 | 10                 | 10                 | 10                 | 10                 | 12                 |
| Тургау                 | 1                 | 1                 | 1                 | 1                 | 1                 | 1                 | 1                 | 4                  | 5                  | 5                  | 5                  | 5                  | 6                  | 7                  |
| Тічино                 | 2                 | 2                 | 2                 | 2                 | 2                 | 2                 | 2                 | 6                  | 6                  | 6                  | 7                  | 6                  | 7                  | 8                  |
| Во                     | 3                 | 3                 | 3                 | 3                 | 3                 | 3                 | 3                 | 10                 | 11                 | 11                 | 12                 | 12                 | 14                 | 16                 |
| Вале                   | 3                 | 3                 | 3                 | 3                 | 3                 | 2                 | 2                 | 4                  | 5                  | 5                  | 5                  | 5                  | 6                  | 6                  |
| Невшатель              | 1                 | 1                 | 1                 | 1                 | 1                 | 1                 | 1                 | 4                  | 4                  | 5                  | 5                  | 5                  | 6                  | 7                  |
| Женева                 | 1                 | 1                 | 1                 | 1                 | 1                 | 1                 | 1                 | 3                  | 4                  | 4                  | 5                  | 5                  | 7                  | 8                  |
| РАЗОМ                  | 49                | 47                | 48                | 49                | 52                | 49                | 49                | 120                | 128                | 135                | 145                | 147                | 167                | 189                |

### З 1919
У 1919 році була проведена реформа, згідно з якою кожен кантон став єдиним виборчим округом. Крім того, багатомандатні виборчі округи були змінені на пропорційні. У 1931 році було вирішено продовжити термін повноважень до чотирьох років. Для того, щоб обмежити дедалі зростаючу кількість членів Національної ради, було змінено принцип розподілу місць, збільшивши кількість громадян на одне місце до 22 000 у 1931 р. і до 23 000 у 1951 р. У 1963 р. кількість депутатів була обмежена до 200, незалежно від кількості населення.
| Кантон                 | Кількість мандатів | Кількість мандатів | Кількість мандатів | Кількість мандатів | Кількість мандатів | Кількість мандатів | Кількість мандатів | Кількість мандатів | Кількість мандатів | Кількість мандатів | Кількість мандатів | Кількість мандатів |
| Кантон                 | 1919—1922          | 1922—1931          | 1931—1943          | 1943—1951          | 1951—1963          | 1963—1971          | 1971—1979          | 1979—1983          | 1983—1995          | 1995—2003          | 2003—2015          | 2015—2019          |
| ---------------------- | ------------------ | ------------------ | ------------------ | ------------------ | ------------------ | ------------------ | ------------------ | ------------------ | ------------------ | ------------------ | ------------------ | ------------------ |
| Цюрих                  | 25                 | 27                 | 28                 | 31                 | 32                 | 35                 | 35                 | 35                 | 35                 | 34                 | 34                 | 35                 |
| Берн                   | 32                 | 34                 | 31                 | 33                 | 33                 | 33                 | 31                 | 29                 | 29                 | 27                 | 26                 | 25                 |
| Люцерн                 | 8                  | 9                  | 9                  | 9                  | 9                  | 9                  | 9                  | 9                  | 9                  | 10                 | 10                 | 10                 |
| Урі                    | 1                  | 1                  | 1                  | 1                  | 1                  | 1                  | 1                  | 1                  | 1                  | 1                  | 1                  | 1                  |
| Швіц                   | 3                  | 3                  | 3                  | 3                  | 3                  | 3                  | 3                  | 3                  | 3                  | 3                  | 4                  | 4                  |
| Обвальден              | 1                  | 1                  | 1                  | 1                  | 1                  | 1                  | 1                  | 1                  | 1                  | 1                  | 1                  | 1                  |
| Нідвальден             | 1                  | 1                  | 1                  | 1                  | 1                  | 1                  | 1                  | 1                  | 1                  | 1                  | 1                  | 1                  |
| Гларус                 | 2                  | 2                  | 2                  | 2                  | 2                  | 2                  | 1                  | 1                  | 1                  | 1                  | 1                  | 1                  |
| Цуг                    | 1                  | 2                  | 2                  | 2                  | 2                  | 2                  | 2                  | 2                  | 2                  | 3                  | 3                  | 3                  |
| Фрібур                 | 7                  | 7                  | 7                  | 7                  | 7                  | 6                  | 6                  | 6                  | 6                  | 6                  | 7                  | 7                  |
| Золотурн               | 6                  | 7                  | 7                  | 7                  | 7                  | 7                  | 7                  | 7                  | 7                  | 7                  | 7                  | 6                  |
| Базель-Штадт           | 7                  | 7                  | 7                  | 8                  | 8                  | 8                  | 7                  | 7                  | 6                  | 6                  | 5                  | 5                  |
| Базель-Ланд            | 4                  | 4                  | 4                  | 4                  | 4                  | 5                  | 7                  | 7                  | 7                  | 7                  | 7                  | 7                  |
| Шаффгаузен             | 2                  | 3                  | 2                  | 2                  | 2                  | 2                  | 2                  | 2                  | 2                  | 2                  | 2                  | 2                  |
| Аппенцелль-Ауссерроден | 3                  | 3                  | 2                  | 2                  | 2                  | 2                  | 2                  | 2                  | 2                  | 2                  | 1                  | 1                  |
| Аппенцелль-Іннерроден  | 1                  | 1                  | 1                  | 1                  | 1                  | 1                  | 1                  | 1                  | 1                  | 1                  | 1                  | 1                  |
| Санкт-Галлен           | 15                 | 15                 | 13                 | 13                 | 13                 | 13                 | 12                 | 12                 | 12                 | 12                 | 12                 | 12                 |
| Граубюнден             | 6                  | 6                  | 6                  | 6                  | 6                  | 5                  | 5                  | 5                  | 5                  | 5                  | 5                  | 5                  |
| Ааргау                 | 12                 | 12                 | 12                 | 12                 | 13                 | 13                 | 14                 | 14                 | 14                 | 15                 | 15                 | 16                 |
| Тургау                 | 7                  | 7                  | 6                  | 6                  | 6                  | 6                  | 6                  | 6                  | 6                  | 6                  | 6                  | 6                  |
| Тічино                 | 8                  | 8                  | 7                  | 7                  | 7                  | 7                  | 8                  | 8                  | 8                  | 8                  | 8                  | 8                  |
| Во                     | 16                 | 16                 | 15                 | 16                 | 16                 | 16                 | 16                 | 16                 | 17                 | 17                 | 18                 | 18                 |
| Вале                   | 6                  | 6                  | 6                  | 7                  | 7                  | 7                  | 7                  | 7                  | 7                  | 7                  | 7                  | 8                  |
| Невшатель              | 7                  | 7                  | 6                  | 5                  | 5                  | 5                  | 5                  | 5                  | 5                  | 5                  | 5                  | 4                  |
| Женева                 | 8                  | 9                  | 8                  | 8                  | 8                  | 10                 | 11                 | 11                 | 11                 | 11                 | 11                 | 11                 |
| Юра                    |                    |                    |                    |                    |                    |                    |                    | 2                  | 2                  | 2                  | 2                  | 2                  |
| РАЗОМ                  | 189                | 198                | 187                | 194                | 196                | 200                | 200                | 200                | 200                | 200                | 200                | 200                |

## Організація
- Президент Національної ради — найвищий представник Національної ради, обирається на строк один рік без права переобрання. До його повноважень належать головування на засіданнях Національної ради та Федеральних зборів, представництво ради та керівництво її адміністрацією;
- Перший віцепрезидент Національної ради;
- Другий віцепрезидент Національної ради;
- Бюро, складається з президента, віцепрезидентів, 4 підраховувачів голосів і голів фракцій[6];
- Секретаріат.

Національна рада, що налічує 200 членів, є більшою палатою швейцарського законодавчого органу. Вона представляє народ, голос кожного громадянина має приблизно однакову вагу, тоді як Рада кантонів представляє кантони, кожен з яких має однакову вагу, незалежно від чисельності населення.
Коли в 1848 році Швейцарія стала федеративною державою, кількість місць ще не була визначена і тому визначалася за кількістю населення окремих кантонів. Згідно з положеннями федеральної конституції того часу, кожен кантон мав отримати одного члена Національної ради на кожні 20 000 громадян. Таким чином, перша Національна рада, яка зібралася в 1848 році, налічувала 111 членів.
У 1963 році кількість членів була встановлена на рівні 200. Розподіл місць між окремими кантонами визначається за відсотком населення кожного кантону від загальної чисельності населення країни, як показано в національному переписі (включаючи іноземних резидентів), з використанням методу найбільшого залишку. Зміна в розподілі місць відбулася в 2003 році в результаті перепису 2000 року.
Кожен кантон має право на щонайменше одне місце в Національній раді.
На відміну від Ради кантонів, де переклад не надається, тут надається синхронний переклад німецькою, французькою та італійською мовами, але не ретороманською.

## Виборча система
Згідно з Конституцією Швейцарії, вибори до Національної ради проводяться кожні чотири роки швейцарським народом. Останні вибори відбулися в неділю, 22 жовтня 2023 року.
З часу народної ініціативи 1918 року вибори проводяться за пропорційною системою, за якою кожен кантон утворює виборчий округ (Wahlkreis). Виборчий бар'єр відсутній. З 1971 року жінки мають право голосувати та балотуватися на виборах до Національної ради.
З часу реформи системи перепису населення та прийняття у 2007 році рішення про використання адміністративних даних уряду для визначення чисельності населення, розподіл місць у Національній раді між кантонами базується на кількості постійного населення (включаючи мешканців, які не мають права голосу) у році, що настає після останніх федеральних виборів. Існує застереження, що кожен кантон має право на щонайменше одне місце.
Кількість місць, що надаються кантонам, які мають право на більше ніж одне місце, визначається за методом найбільшого залишку. Кантони, які мають право делегувати до Національної ради лише одного депутата, обирають кандидата, який набирає більшість голосів.
Кантони використовують унікальну систему пропорційного представництва, яку іноді називають «вільним списком». Кожен громадянин може віддати стільки голосів, скільки є місць у його виборчому окрузі, і навіть може віддати до двох голосів за одного і того ж кандидата. За кожен голос, отриманий кандидатом, партія цього кандидата також отримує один голос. Виборці також вказують партійний голос, при цьому всі порожні голоси за кандидатів зараховуються до загального результату партії. Під час виборів політичні партії публікують у кантонах списки своїх кандидатів. Кожен список містить не більше кількості кандидатів, яку кантон має право відправити до Національної ради. Крім того, кожна партія може подати до кантону кілька списків (наприклад, списки чоловіків, жінок, молоді або людей похилого віку; у більших кантонах вони можуть пропонувати списки для окремих міст або районів). Також можливе об'єднання кількох партій в один спільний список. Виборці можуть вибрати заздалегідь підготовлений список партії без змін або змінити його за допомогою кумулятивного голосування або панашажу. Таким чином, виборець може віддати свій голос конкретному кандидату та проігнорувати решту партії цього кандидата. Крім того, виборець може розділити свій голос між кількома кандидатами з різних партій.
Потім місця розподіляються за системою Гагенбаха-Бішоффа. Ця система є унікальною тим, що дозволяє виборцям розподіляти свої голоси між різними партіями, залежно від того, якого кандидата вони вважають кращим.

### Уявний виборець
Для визначення переваги партії було введено поняття «уявний виборець», яке Швейцарський федеральний статистичний інститут визначає як: кількість голосів, отриманих партією А * (кількість дійсних бюлетенів / кількість дійсних голосів). Окремі виборці можуть проголосувати менше, ніж дозволена кількість голосів. Кількість дійсних голосів / кількість дійсних бюлетенів майже відповідає кількості депутатів, яких потрібно обрати в кантоні. Точніше кажучи, ця кількість відображає середню кількість дійсних голосів на одного виборця. Формулу можна підсумувати так: кількість голосів, отриманих партією А / середня кількість дійсних голосів на одного виборця.
Результатом є кількість уявних виборців для певної партії в певному кантоні. Після цього можна встановити загальну кількість уявних виборців і зробити висновок про перевагу партії.
Кількість депутатів у кожній партії визначається на кантональному рівні за допомогою пропорційної системи представництва за системою Гагенбаха-Бішоффа (крім одномандатних кантонів). Явка на виборах обчислюється як: кількість дійсних бюлетенів / кількість зареєстрованих виборців.

## Робота Ради

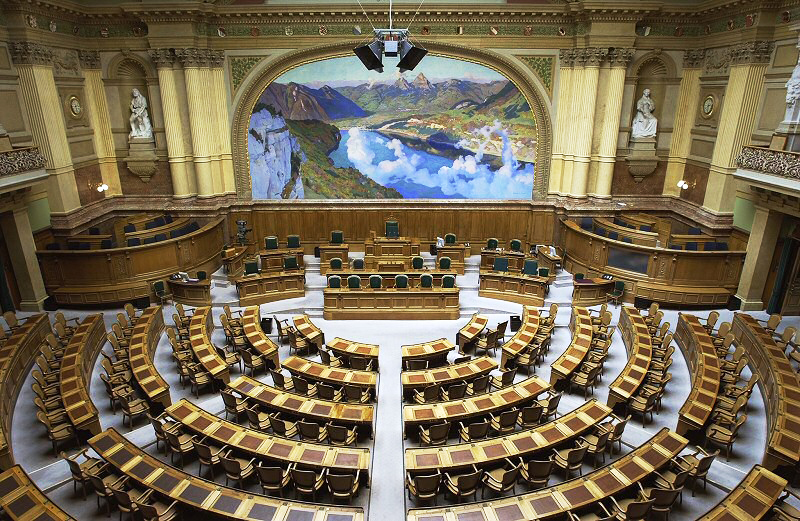
Зала засідань Національної ради

Національна рада працює на сесійній основі. Протягом року скликаються чотири регулярні сесії: весняна сесія, що починається в перший понеділок березня, літня сесія в перший понеділок червня, осіння сесія після швейцарського свята Дня подяки та зимова сесія в останній понеділок листопада. Кожна сесія триває три тижні, по 2-5 робочих днів щотижня. Якщо закони не будуть ухвалені, рада може скликати додаткову сесію. У надзвичайних ситуаціях позачергова сесія може бути скликана на вимогу 1/4 членів Національної ради або Федеральних зборів.

## Повноваження
Національна рада та Рада кантонів є конституційно рівноправними органами — законопроєкт стає законом лише після його прийняття обома радами в однаковій редакції. Усі питання розглядаються обома радами по черзі. Голови рад спільно вирішують, яка рада розглядатиме певне питання першою (Erstrat).
Іноді після першого читання Національна рада та Рада кантонів приймають різні тексти, і в цьому випадку відбувається процедура вирішення розбіжностей, під час якої законопроєкт надсилається між двома радами. Після того, як законопроєкт було надіслано тричі поспіль, обидві ради повинні зібратися разом, щоб обговорити це питання.
Щороку Національна рада обирає голову Національної ради, який керує засіданнями Національної ради та спільними засіданнями Національної ради та Ради кантонів.

## Парламентські фракції
Члени Федеральних зборів можуть об'єднуватись у парламентські фракції. Фракцію становлять щонайменше п'ять членів Федеральних зборів. Оскільки лише фракції мають право делегувати своїх представників у комітети, малі політичні партії створюють коаліційні фракції між собою або приєднуються до більшої фракції.
| Фракції LII скликання Федеральних зборів (2023—2027) | Фракції LII скликання Федеральних зборів (2023—2027) | Фракції LII скликання Федеральних зборів (2023—2027) | Фракції LII скликання Федеральних зборів (2023—2027) |
|                                                      | Фракція                                              | Партії                                               | Кількість депутатів Національної ради                |
| ---------------------------------------------------- | ---------------------------------------------------- | ---------------------------------------------------- | ---------------------------------------------------- |
|                                                      | Фракція Швейцарської народної партії (V)             | ШНП, Ліга Тічино, ФДС, ЖГР                           | 67                                                   |
|                                                      | Соціал-демократична фракція (S)                      | СДП                                                  | 41                                                   |
|                                                      | Фракція Центру (M-E)                                 | Центр, ЄНП                                           | 31                                                   |
|                                                      | Фракція ВДП. Ліберали (RL)                           | ВДП. Ліберали                                        | 28                                                   |
|                                                      | Фракція Зелених (G)                                  | ЗП                                                   | 23                                                   |
|                                                      | Фракція Зелених лібералів (GL)                       | ЗЛП                                                  | 10                                                   |

У LII скликанні Національної ради нема жодного депутата, який не належить до фракції (станом на 8 грудня 2023 року).